# SN 2008gy
SN 2008gy – supernowa typu Ia odkryta 30 października 2008 roku w galaktyce PGC1584648. W momencie odkrycia miała maksymalną jasność 17,70m.